# Нетте (приток Ленне)
Нетте (нем. Nette) — река в Германии, протекает по земле Северный Рейн-Вестфалия. Площадь бассейна реки составляет 14,788 км². Длина реки — 8 км.

## География

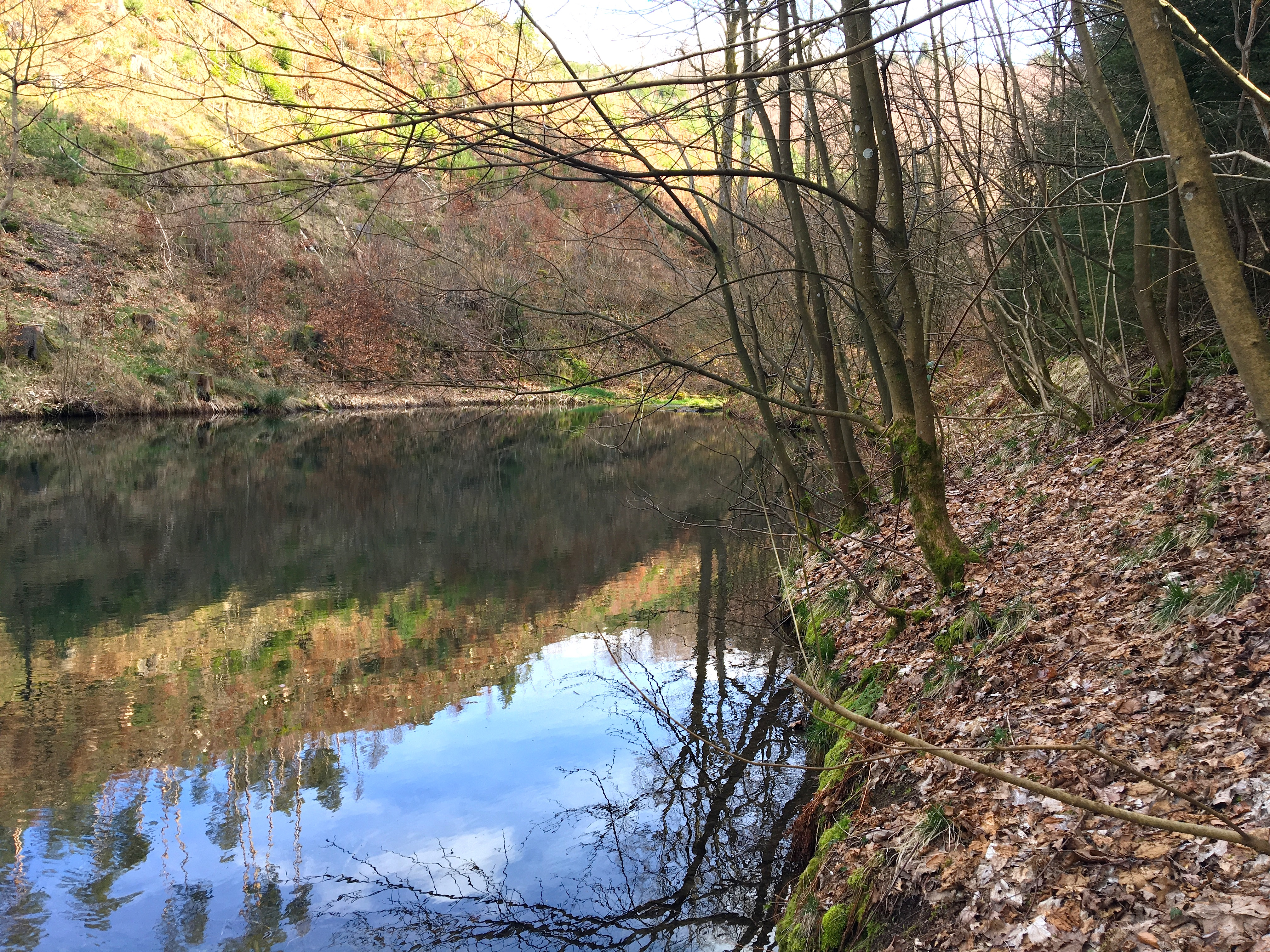
Горное озеро в долине ручья Графтихер Бах (левый приток Нетте).

Река берёт начало под названием ручей Венешайдер примерно в 1 км к юго-востоку от района Дале города Альтена. на высоте 458 м над уровнем моря. Отсюда поток течёт в основном в западном направлении через деревни Дале, Штайнвинкель, Нетте и впадает, огибая гору Шлоссберг с замком Альтена, в реку Ленне в 28,2 км по её правому берегу на южной окраине Мюлендорфа на высоте около 158 м над уровнем моря.
Долина Нетте вскрывает морские отложения среднего девона (390—380 млн лет назад), представленные глинистыми сланцами, алевролитами и песчаниками.. В тектоническом отношении территория долины Нетте с прилегающими горными массивами представляет собой часть Ремшайд-Альтенской седловины, начавшей формироваться в конце девона в период герцинской складчатости. Эти движения земной коры привели к образованию суши и началу формирования долины Нетте, которой, таким образом, уже несколько сот миллионов лет.
В рамках Водной директивы ЕС водотоку Нетте присвоен номер DE NRW 276694 0.
Основной приток — ручей Имертербах (нем. Ihmerterbach) — впадает справа у Эвингзена и имеет длину 2,1 км. Кроме него имеется по два левых и правых безымянных притока
Глубокая горная долина реки Нетте имеет настолько узкую пойму, что остаётся место только для земельной автомобильной дороги L698, стиснутой с двух сторон как жилыми строениями, так и промышленными предприятиями с традиционным для этих мест производством проволоки. Даже для реки не остаётся места и она на многих участках долины направлена в подземные каналы.

## Нетте в местных топонимах
Название реки нашло отражение в нескольких местных топонимах:
- Неттештрассе — часть земельной дороги L698 в пределах города Альтена (в долине реки Нетте).
- Неттешайд — один из семи административных городских районов Альтены[7].
- Неттешайдерштрассе.

## Достопримечательности долины Нетте
- Гастхаус-Пиллинг[нем.]) — старейшая гостиница Альтены (1724).
- Дом фабриканта (Неттештрассе 4) — памятник архитектуры.
- Система лестниц у домов 102—104 (Неттештрассе) — памятник архитектуры.